# Fontanka (Ucrania)
Fontanka (en ucraniano: Фонтанка) es un pueblo ucraniano perteneciente al óblast de Odesa. Situado en el suroeste del país, es parte del raión de Odesa y del municipio (hromada) de homónimo.

## Toponimia
El nombre del asentamiento en ruso es también Fontanka (en ruso: Фонтанка). 

## Geografía
Fontanka está situado en la costa del mar Negro, 8 km al este de Odesa y 35 km al sur de Dobroslav.  

## Historia
Fontanka fue fundada en 1892 por colonos de la gobernación de Kiev. 
En 1941 y 1944, en el territorio del pueblo tuvieron lugar feroces batallas de la Segunda Guerra Mundial. 
Hasta el 18 de julio de 2020, Fontanka formaba parte del raión de Limán. El raión fue abolido en julio de 2020 como parte de la reforma administrativa de Ucrania, que redujo el número de raiones del óblast de Odesa a siete. El área del raión de Limán se dividió entre los raiones de Odesa y Berezivka, y Fontanka se transfirió al primero.
Tras el comienzo de la invasión rusa de Ucrania, el monumento erigido en 1964 dedicado a los agentes del NKVD que participaron en la batalla de Odesa fue degradado el 15 de marzo de 2022. El 9 de mayo de 2022, Fontanka fue alcanzado por siete misiles rusos Kh-22, destruyendo varias tiendas, almacenes y casas. Durante el bombardeo, el centro comercial Riviera, uno de los más grandes de Ucrania, fue parcialmente destruido, causando una muerte. Fontanka decidió cambiar el nombre de una calle en honor a Boris Johnson, entonces primer ministro del Reino Unido.

## Demografía
La evolución de la población de Fontanka entre 1989 y 2020 fue la siguiente:
| 5677                                                          | 6583 | 6260 |
| (Fuente: Cities & Towns of Ukraine y UKRAINE: Größere Städte) |      |      |

Según el censo de 2001, la lengua materna de la mayoría de los habitantes, el 66,5%, es el ucraniano; y del 31,79% es el ruso.

## Infraestructura

### Transporte
La carretera M-28 atraviesa el pueblo.